# Santo Stefano (Ravenna)
Santo Stefano (Sant Stévan in romagnolo) è una frazione del comune di Ravenna.
Santo Stefano appartiene a quel gruppo di paesi noti come "Ville Unite", situati nella zona sud del comune di Ravenna. Il centro abitato ha una popolazione di 2 091 persone, mentre nel territorio della frazione vivono 2 808 abitanti.

## Monumenti
- Al centro del paese si erge un palazzo storico (ex sede del Partito Repubblicano), un tempo proprietà dei conti Ginanni.
- Fra la via carraia Ginanni e via Aldo Moro sorge Villa Ginanni, palazzo commissionato a Camillo Morigia nel 1775. Il fabbricato versa in uno stato di estremo degrado.

## Cultura

### Associazioni
L'attività culturale del paese è promossa da un attivo comitato cittadino; in particolare l'Istituto Friedrich Schürr si pone lo scopo della salvaguardia e dellala valorizzazione del patrimonio linguistico romagnolo.

## Economia
Il territorio è a vocazione prevalentemente agricola con campi frumento, vigneti e pescheti, tipiche dei territori romagnoli. 
Il paese è protagonista negli ultimi anni di un'importante espansione urbanistica per la relativa vicinanza dai centri urbani maggiori come Ravenna, Forlì e Cervia.

## Sport
Lo sport nel paese è promosso principalmente dalla Polisportiva ATLAS S. Stefano, associazione nata nel gennaio 1970 che svolge attività di Calcio e Pallavolo